# Sophie Scholl
Sophia Magdalena Scholl (Forchtenberg, 9 de maio de 1921 – Munique, 22 de fevereiro de 1943) era membro da Rosa Branca, movimento da resistência alemã antinazista. Foi condenada por traição e executada na guilhotina. É conhecida como uma das poucas alemãs que se opuseram ativamente ao Terceiro Reich durante a Segunda Guerra Mundial e é também vista como um mártir.

## A Rosa Branca

Sophie Scholl.

No início do verão de 1942, Sophie Scholl participou da produção e distribuição de panfletos da Rosa Branca, um movimento de inspiração católica. Foi presa em 18 de fevereiro de 1943 enquanto distribuía o 6º panfleto na Universidade de Munique. Os panfletos eram redigidos e depois copiados sendo, depois, entregues em caixas de correio nas casas de grandes cidades da Baviera (berço do movimento nazista). Esses panfletos continham trechos apocalípticos da Bíblia, para impressionar. Sophie, seu irmão, Hans Scholl, e mais um universitário, Christoph Probst, foram presos em 18 de fevereiro de 1943, depois de o reitor da universidade de Munique os surpreender distribuindo panfletos no pátio da universidade. A Gestapo os prendeu, os julgou e, menos de vinte e quatro horas depois de condenados, foram guilhotinados.
Desobedecendo ordens superiores, os carcereiros deixaram os jovens reencontrarem seus pais antes de encontrarem o trágico destino dos opositores ao nacional-socialismo, a morte. Os três são hoje tidos como heróis nacionais alemães. É bom lembrar que, entre fevereiro e outubro de 1943, foram mortos ainda mais 50 integrantes do movimento Rosa Branca.

## Homenagem
A protagonista do mangá 1945 de Keiko Ichiguchi, Elen, é baseada na Sophie Schull. 
Em sua homenagem, a Alemanha lançou uma moeda comemorativa com seu rosto em 2020.

## Filmes
- A Rosa Branca (1982), de Michael Verhoeven.
- Em fevereiro de 2005 foi lançado um filme sobre Sophie Scholl, Sophie Scholl – Die letzten Tage (Uma Mulher Contra Hitler), com a atriz Julia Jentsch interpretando a universitária.